# Agmánd
Az Agmánd ismeretlen eredetű és jelentésű régi magyar név.

## Gyakorisága
Az 1990-es években szórványosan fordult elő. A 2000-es és a 2010-es években nem szerepel a 100 leggyakrabban adott férfinév között.
A teljes népességre vonatkozóan a 2000-es és a 2010-es években az Agmánd nem szerepelt a 100 leggyakrabban viselt férfinév között.

## Névnapok
- február 6.[2]
- május 28.[2]